# I Know
Singles de Irma
Watching Crap On TV
(2011)
Pistes de Letter to the Lord
Letter To The Lord Their Truth
I Know est une chanson de la chanteuse camerounaise Irma sortie le 31 décembre 2010 sous le label My Major Company (distribué par Warner Music France). Premier single extrait de l'album Letter to the Lord, la chanson a été écrite par Irma, Bryan Marciano, Anthony Marciano et produite par Irma. Le single se classe numéro 2 en France et dans le top 10 en Belgique francophone.
La chanson connaît un regain de succès grâce à la série russe 'Кухня' depuis 2018.

## Liste des pistes
Promo - CD-Single
1. I Know		3:01

## Classement par pays
En janvier 2012 I know est utilisé par le navigateur Google Chrome dans un spot publicitaire racontant le parcours de la chanteuse. 
Le single prend la 5e place du Top 50 la 4e semaine de janvier 2012. 
| Classement (2012)                       | Meilleure position |
| --------------------------------------- | ------------------ |
| France (SNEP)                           | 2                  |
| France (SNEP Airplay)                   | 37                 |
| Suisse (Schweizer Hitparade)            | 42                 |
| Belgique (Wallonie Ultratop 50 Singles) | 7                  |

## Clip
Le clip vidéo réalisé par John Gabriel Biggs a été récompensé au Festival Dimension 3 2011. Le clip a été publié le 31 décembre 2010 sur Youtube sous le label My Major Company.